# (3585) Goshirakawa
(3585) Goshirakawa est un astéroïde de la ceinture principale.

## Description
(3585) Goshirakawa est un astéroïde de la ceinture principale. Il fut découvert le 28 janvier 1987 à Ojima par Tsuneo Niijima et Takeshi Urata. Il présente une orbite caractérisée par un demi-grand axe de 3,08 UA, une excentricité de 0,18 et une inclinaison de 3,0° par rapport à l'écliptique.

## Compléments